# 修二と彰
修二と彰（しゅうじとあきら）は、日本の男性アイドルデュオである。所属芸能事務所はジャニーズ事務所。
また、このページでは2017年に同じメンバーで結成された亀と山P（かめとやまぴー）についても取り扱う。

## 修二と彰

### 概要
テレビドラマ『野ブタ。をプロデュース』（日本テレビ系）での共演をきっかけに、亀梨和也と山下智久によって結成された。ユニット名は劇中で、亀梨が演じた「桐谷修二」と、山下が演じた「草野彰」から取り、ジャニー喜多川が名づけた。所属レコード会社はジャニーズ・エンタテイメント。2005年11月2日発売の主題歌「青春アミーゴ」は、ミリオンセラーの大ヒットとなった。
2015年12月31日から放送されたジャニーズカウントダウン2015-2016「初夢２ショット企画」の番外編にサプライズ出演し6年ぶりに修二と彰が復活。「青春アミーゴ」を披露し大歓声を受けた。

### メンバー
- 亀梨和也（KAT-TUN）
- 山下智久（NEWS）

### 作品
- 青春アミーゴ（2005年11月2日）

## 亀と山P

### 概要（亀と山P）
2017年4月スタートの日テレ系土曜ドラマ『ボク、運命の人です。』で亀梨と山下が12年ぶりに共演し、「亀と山P」として主題歌を担当することが発表された。所属レコード会社はジェイ・ストームへと変更となった。
2019年から2020年にかけてのジャニーズカウントダウンライブにおいて、山下と亀梨が、「修二と彰」結成から数えて15周年を記念したコンサートツアーをはじめとしたプロジェクトを始動することを発表。その後、ユニット「亀と山P」として、5月からドームツアー（計4公演・20万人動員予定）を行い、初のオリジナルアルバムを発売することが発表された。
アルバムは2020年4月29日に発売予定、ツアー『KAME & YAMA-P Dome Tour 2020 SI』は2020年5月9日・10日に京セラドーム大阪、6月13日・14日に東京ドームで開催予定だったが、新型コロナウイルス感染拡大や政府から緊急事態宣言が発令されたことをうけ、CDは発売延期、ツアーも大阪・東京両公演ともに中止が発表された。
11月10日、山下が10月31日付でジャニーズ事務所を退所したことが正式に発表され、12月26日、アルバム『SI』の発売中止が発表された。
2024年2月11日、亀梨と山下がInstagramの生配信を行い、山下の退所後初となる共演が実現した。配信冒頭では4年前のアルバム発売及びドームツアーの中止について謝罪し、亀梨は「大きな心残りだった」、山下も「心苦しい部分があった」とそれぞれ心残りがあった事を明かしている。その上で山下は「しっかり恩返ししたい」と宣言し、亀梨も「Pとオフィシャルでリスタートが切れるのを大切にしていきたい」と呼応した。そして同月23日にビルボードライブ東京で行われる、亀梨のプロジェクト『Inside 23』のイベントに山下も出演する事が発表された。

### メンバー（亀と山P）
- 亀梨和也（KAT-TUN）
- 山下智久

### 作品（亀と山P）

#### シングル
- 背中越しのチャンス（2017年5月17日）

#### アルバム
- SI（発売中止）[15]

### 出演

#### テレビ
- 亀と山Pとクリームシチュー（2017年5月19日、日本テレビ)[18]

#### ラジオ
- 亀と山PのオールナイトニッポンPremium（2020年4月25日）[19]